# Familii nobiliare din Aruncuta, județul Cluj

## Rolul familiilor nobiliare

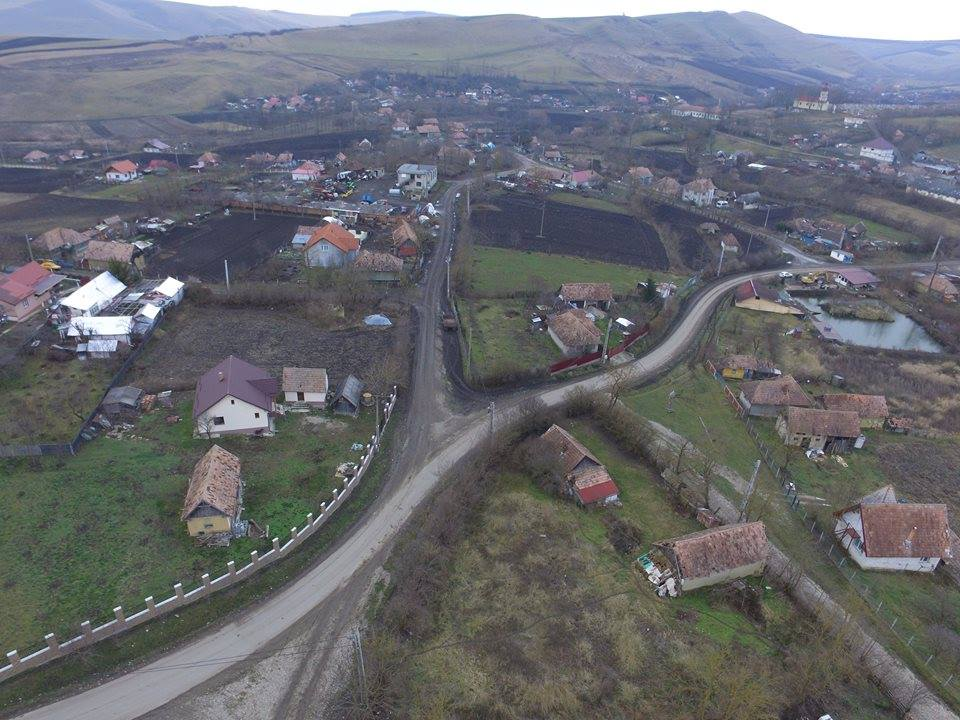
Imagine din Aruncuta, dec.2017 - arhiva fam.Vilt Eugen

Familiile nobiliare din Aruncuta , de-a lungul istoriei , au avut un rol important în pǎstrarea și dezvoltarea satului , reușind sa asigure coeziunea socialǎ a sǎtenilor prin disciplina impusǎ și organizarea muncii. Munca agricolǎ s-a desfǎșurat pe suprafețe mari și au îmbinat cultura vegetala cu latura zootehnică a activității, pentru a asigura continuitate și utilizarea cât mai bună a resurselor materiale și umane aflate la dispoziție. Una din activitațile principale ale familiilor nobiliare din Aruncuta a fost creșterea cailor destinați numeroaselor războaie , urmare a conditiilor excelente de pășunat și a pǎdurilor existente , care flancheazǎ satul în partea esticǎ și vesticǎ . La începutul sec.XX , din punct de vedere al diviziunii muncii , satul era împǎrțit  pe trei ferme mari, din care douǎ zootehnice și de pescuit, iar una pentru cultura cerealelor, legumiculturǎ și pomi fructiferi, principalul beneficiar contractual fiind armata. Fermele zootehnice au fost distruse în 1920,iar ceea ce a mai ramas a fost distrus in perioada 1946 - 1948. 
Dupa 1700 , famiile nobiliare din Aruncuta sunt preponderent de origine germanica ceea ce explica aparitia timpurie a scolii romanești din sat { școala românească fiind atestată în anul 1801}.  Familiile nobiliare au administrat circa 75% -80%  din terenurile agricole , diferenta apartinand unor familii de oameni liberi, ponderea  iobagilor din totalul populatiei variind între 33 - 50% în perioada 1700-1848. Rolul pozitiv al familiior nobiliare din Aruncuta se regăseste in cresterea continua a populației , ca rezultat al unei bune administrari a resurselor locale aflate la dispozitie. Marea varietate de pomi fructiferi aduse de familiile nobiliare { în special pruni }, care s-au adaptat bine condițiilor din sat au împodobit de-a lungul deceniilor cele două cimitire {circa 4 ha} până în anul 2012-2013 {conform traditiei,la fiecare mormânt era plantat câte-un pom fructifer "pentru sufletul celui plecat"}, când "diriguitorii" bisericii din sat au decis tăierea acestora pentru a face loc betoanelor în creștere... Prin tăierea pomilor fructiferi din cimitire , sătenii au reușit să rupă  și ultima legătură cu familiile  nobiliare ...

## Principalele familii  nobiliare

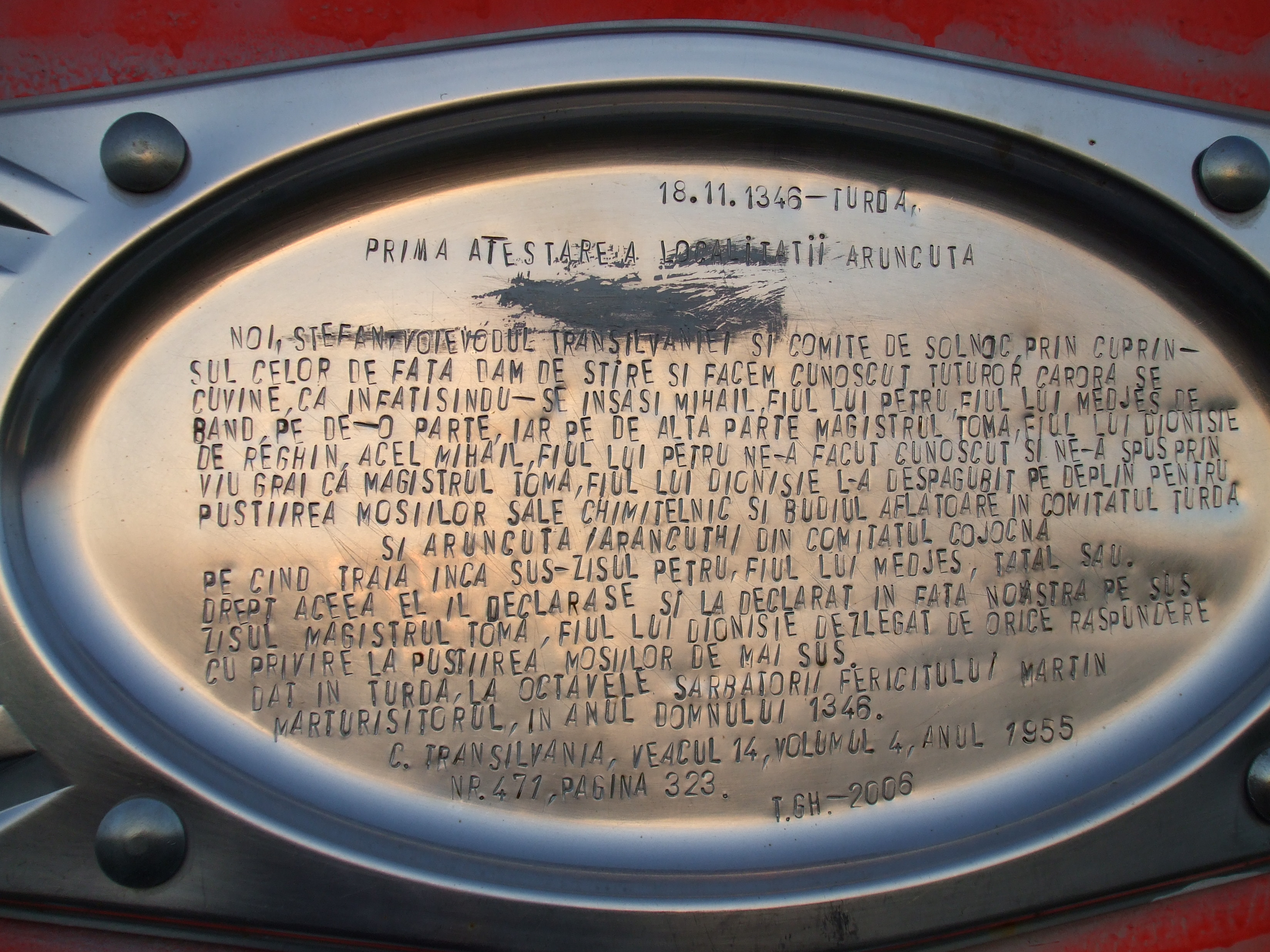
Sentința voievodului Transilvaniei Stefan Lackfi cu privire la nobilul Mihai Medjes de Band

- Nobilul Mihai Medjes de Band, despre care se știe că pe 18 noiembrie 1346, la Turda -în prezența voievodului Transilvaniei, Ștefan Lackfi {1344-1350} - a fost parte în proces în calitate de reclamant cu Magistrul Toma, fiul lui Dionisie de Reghin (pârât) pentru pustiirea moșiilor sale, inclusiv din Aruncuta, comitatul Cojocna;
- Nobilul Bogathy Imre { 1389 - 1438 }[1] știm că a deținut pământuri și iobagi în Aruncuta. În data de 21 mai 1427 voievodul Transilvaniei, Lorand Lepes, poruncește Conventului de la Cluj să întreprindă cercetări și să-i comunice rezultatele obținute cu privire la faptul că iobagii lui Bogathy Imre din Aruncuta au atacat cu mână armată iobagii lui Suki Petru și Simion din Suatu, rănind pe mai mulți, iar pe doi lăsându-i pe jumătate morți, pe motiv că aceștia din urmă ar fi distrus semnele de hotar dintre Aruncuta și Suatu [2].

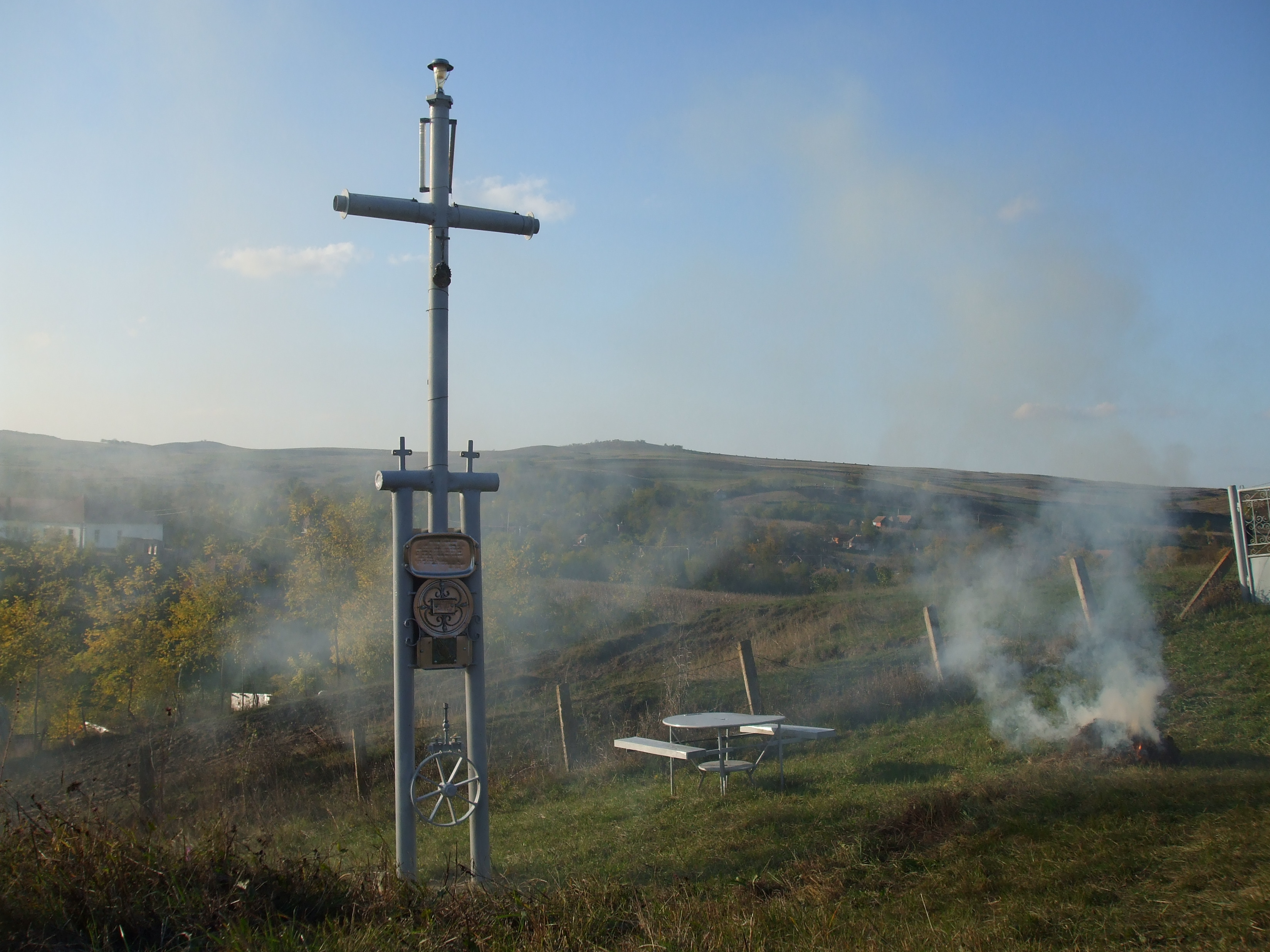
Troită comemorativă, aflata in apropierea cimitirului nobiliar,Click (aici) pentru imagine interactivă.

Despre familia nobiliară Bogaty din Aruncuta  mai știm că unul din membrii acesteia, nobilul  Ianoș Bogaty, s-a căsătorit în 1540 cu Magdalna Losonți {născută în 1518 } din cunoscuta familie nobiliara Banffy de Loșonți  .De asemenea , familia Bogaty , în 1553 , se înrudește cu familia nobiliara Suky prin căsătoria nobilului Benedek Suky {1513 - 1584 } cu Katalin Bogaty ,, respectiv cu familia Korniș prin căsătoria lui Boldizsár Bogaty,în 1594, cu graefin Margit Korniș de Gönczruszka . Menționăm că toate cele 3 familii nobiliare dețineau pământuri în Aruncuta , alianța acestora  prin căsătorie fiind  un lucru firesc. Totuși, este posibil ca această familie, în sec.XVI sau XVII , să fie decăzută din drepturile nobiliare { posibil ca acest lucru să aibă legatură cu  unirea provinciilor românești din 1600  realizată de Mihai Viteazul , fiindcă dupa această dată familia Bogaty dispare din istoria familiilor nobiliare transilvane } întrucât , la recensământele de la începutul sec. XVIII și continuare { perioada austro - ungară }, familia nobiliara Bogaty nu apare în evidențele acestora { la recensământul din 1780, în Aruncuta  figurează  doar o singură familie nobiliară , respectiv nobilul Iștvan Haller de Hallerco }. 

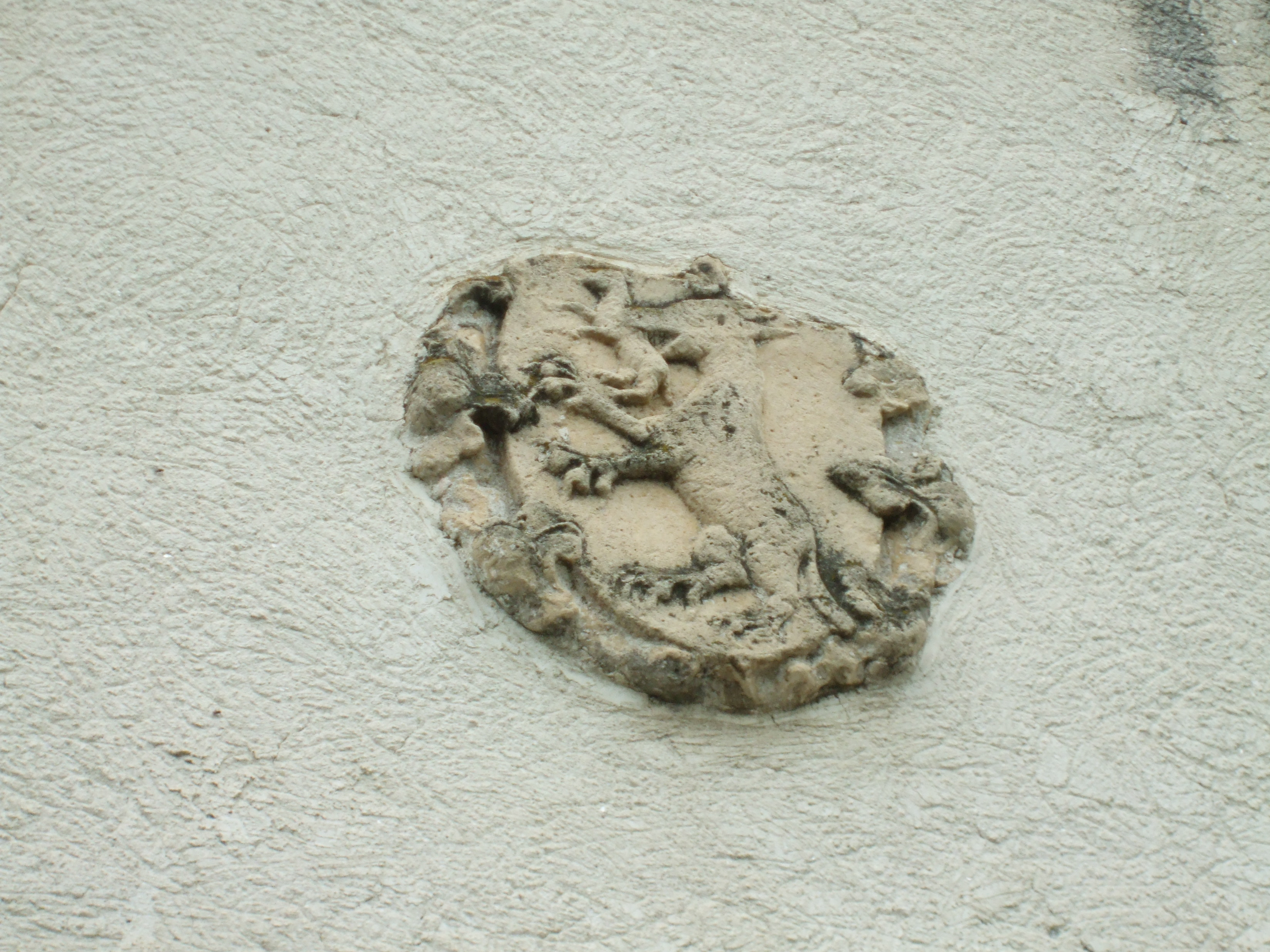
Stema cu lupi a familiei nobiliare Suki

- Familia nobiliară Suki, de origine germanică, venită în Transilvania în a doua jumătate a sec. XIII-lea, a obținut domenii în Aruncuta spre mijlocul secolului al XIV - lea, mai precis în 1447, probabil a relațiilor apropiate cu Iancu de Hunedoara, tatăl viitorului rege Matia Corvin, pentru aportul adus la înfrângerea Răscoalei de la Bobâlna din 1437 și contribuția acestei familii în războaiele antiotomane purtate de voievodul transilvan, mare comandant militar și regent al Ungariei între 1446-1452. Numai așa se explică de ce în data de 21 iunie 1447 Iancu de Hunedoara, în calitate de Guvernator al Ungariei - în numele său și a regelui ales Ladislau - acorda dreptul de "Jus gladii" lui Suki Petru {1410-1447}[6] și rudelor sale Ioan și Simion împotriva răufăcătorilor de pe domeniile lor din Juc, Suatu, Aruncuta, Bărai și Gădălin [7].
- Familia nobiliara Nicolaus Balneatoris din Cluj, despre care știm că în 19 februarie 1483 Conventul de la Cluj - Mănăștur adeverește că Andrei,fiul lui Nicolaus Balneatoris din Cluj a zălogit o parte din moșia Aruncuta [8], de unde rezultă că, la acea vreme, fam. nobiliara Suki a detinut numai o parte din suprafața de teren a satului, cel mai probabil partea de nord, învecinată cu Suatu.

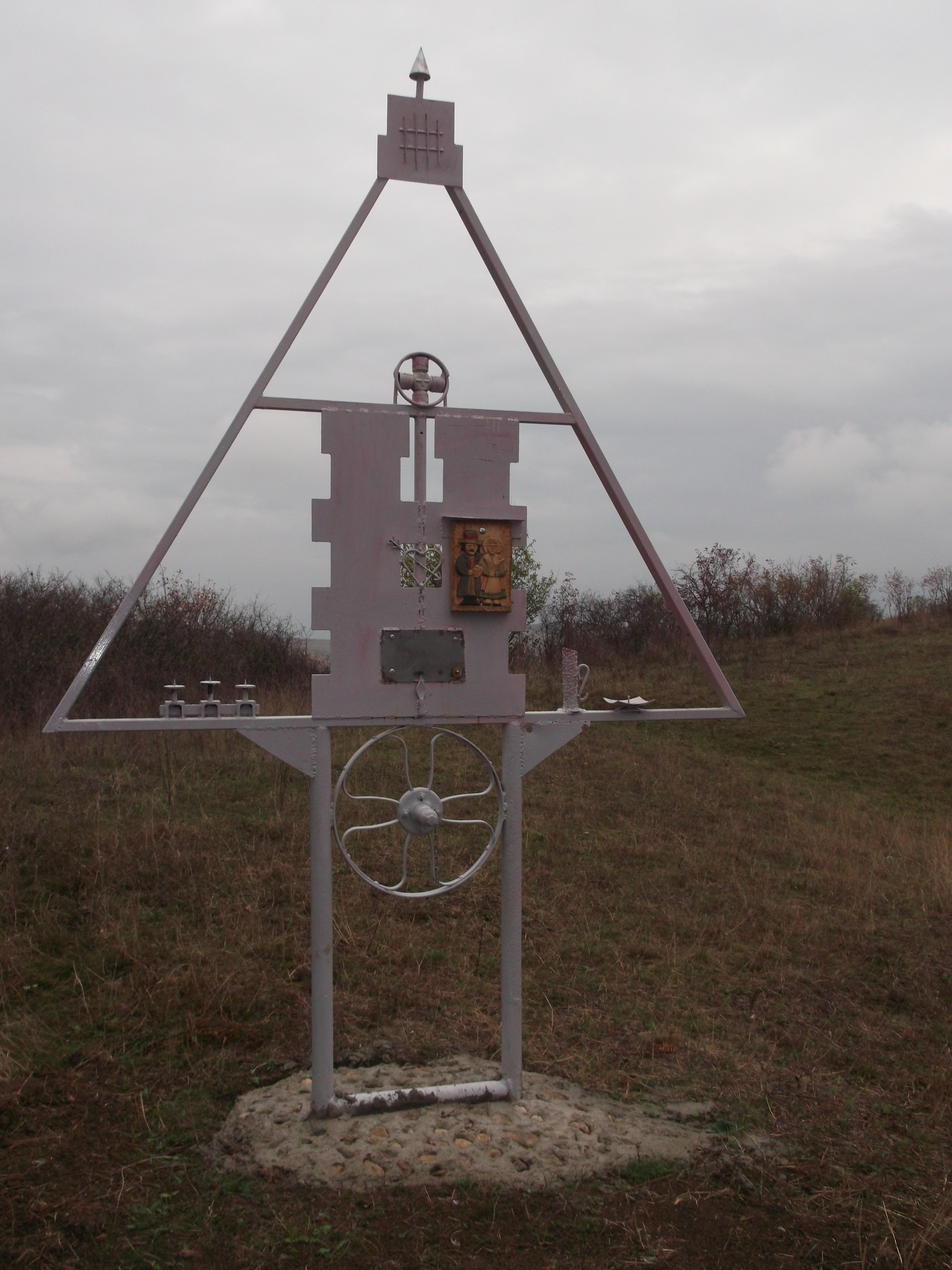
Cripta din Aruncuta a celebrelor familii nobiliare Haller de Hallerko și Korniș de Goncz-Ruszka

Pe lângă familiile menționate mai sus, în Aruncuta, pe Dealul Criptei, există un cimitir nobiliar în care sunt înmormântați, în trei cripte dinstincte, dar și în mormânte individuale membrii ai celebrelor familii nobiliare Haller de Hallerco ,  Wesselenyi de Hadad  și Kornis de Goncz - Ruszka . (fiecare familie a deținut postul de Guvernator al Transilvaniei de câte două ori, în perioada 1710 - 1840), la care se adaugă familia nobiliară Karacsay de Valje - Szaka, care a deținut funcții importante în administrația comitatului Cluj în prima jumătate a secolului XIX-lea. Cimitirul a fost împodobit cu mulți  brazi, plantați la începutul sec. XVIII de familiile menționate mai sus. Din păcate, în anul 1960-1962 brazii au fost tăiați de săteni, iar în perioada 1980-1989 o parte din pietrele funerare au dispărut, fiind folosite de săteni pentru fundații la diverse anexe gospodărești sau chiar așezate la drum ,în fața casei, pe post de bancuță. Singurele plante care au rezistat vremurilor sunt cîte-va mǎnunchiuri de mǎlin, care continuǎ sǎ impodobeasca cimitirul in fiecare primavară, prin frumoasele lor flori albe.
Prezentăm mai jos parte din membrii familiilor menționate mai sus:

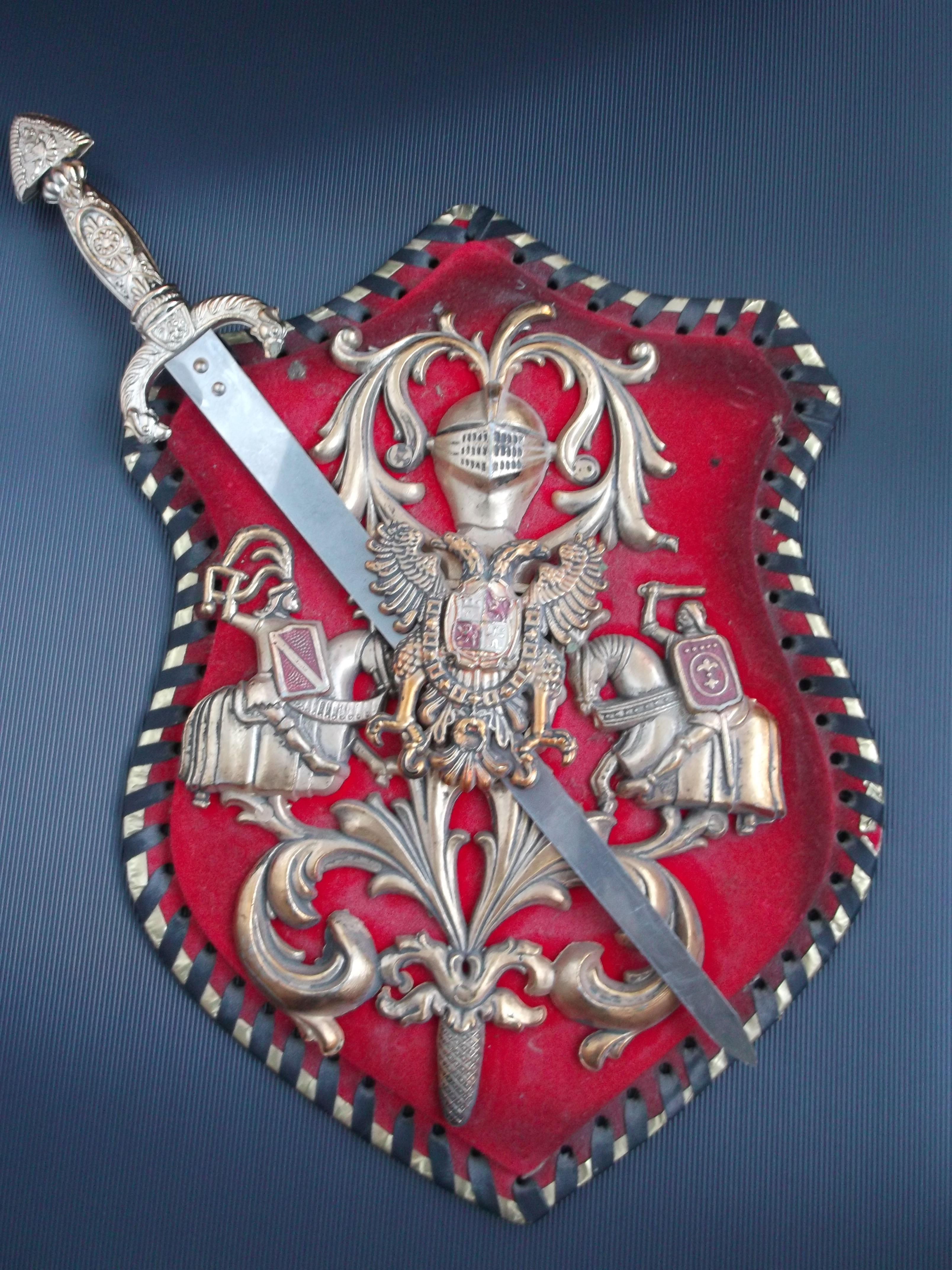
Simbolul nobiliar, între artă și istorie

- Contele Istvan Haller de Hallerko , căsătorit cu baroneasa Anna Kornis de Goncz-Ruszka {1777 - 25.05.1815} au locuit în Aruncuta, fiica acestora, contesa Cecilia Haller de Hallerko fiind născută în Aruncuta, comitatul Cluj, la data de 28 octombrie 1797. Ceilalti copii sunt: Iștvan { născut în 1796 și decedat în acelasi an }, Barbala {15.05.1800 - 16.12.1846 },casatorita in 16.04.1820 cu Grof Iosif Bethlen de Bethlen și mezina Iulia.  Contele Istvan Haller de Hallerko a murit în anul 1839. Contesa Cecilia s-a căsătorit în 2 aprilie 1823 cu nobilul Denes Esterhazy von Galantya (7. 03. 1789-09. 02. 1862), familie de origine germanică și a murit în 18 ianuarie 1873. Anna Kornis de Goncz-Ruszka este fiica lui Antal Kornis de Goncz - Ruszka, căsătorit în 18 iulie 1694 cu baroneasa Anna (Maria) Thoroczkay (de Toroczkoszentgyorgy)[12].

Despre familia nobiliara Haller de Hallerko cunoaștem cǎ este de origine germanicǎ, din sec.XIII , primul reprezentant al acestei familii fiind nobilul Ulrich Haller , mort în anul 1246 . În legaturǎ cu baroneasa Anna (Maria) Thoroczkay (de Toroczkoszentgyorgy) trebuie menționat că aceasta face parte din familia nobiliară de Trascău {Thoroczkay) , cel mai reprezentativ membru fiind subvoievodul Thoroczkay din Coltești care a ridicat în anul 1296  Cetatea Colțesti (maghiară Torockoszentgyorgy, germană Sankt Georgen) , cetate aflată la 5 km sud-vest de comuna Remetea din judetul Alba . Opunându-se anexării Transilvaniei de către Casa de Austria - Habsburgii - în cadrul revoltei Curuților {1703-1711} , familia nobiliarǎ de Trascau {Thoroczkay} a fost înlăturatǎ de pe scena istoriei , cetatea acestora fiind  distrusǎ în anul 1713 de  catre trupele imperiale austriece conduse de generalul Tiege {Lobonți}. Cetatea se mai păstreazǎ parțial și astǎzi {zidurile incintei și două turnuri laterale} , fiind inscrisǎ pe lista monumentelor istorice.  

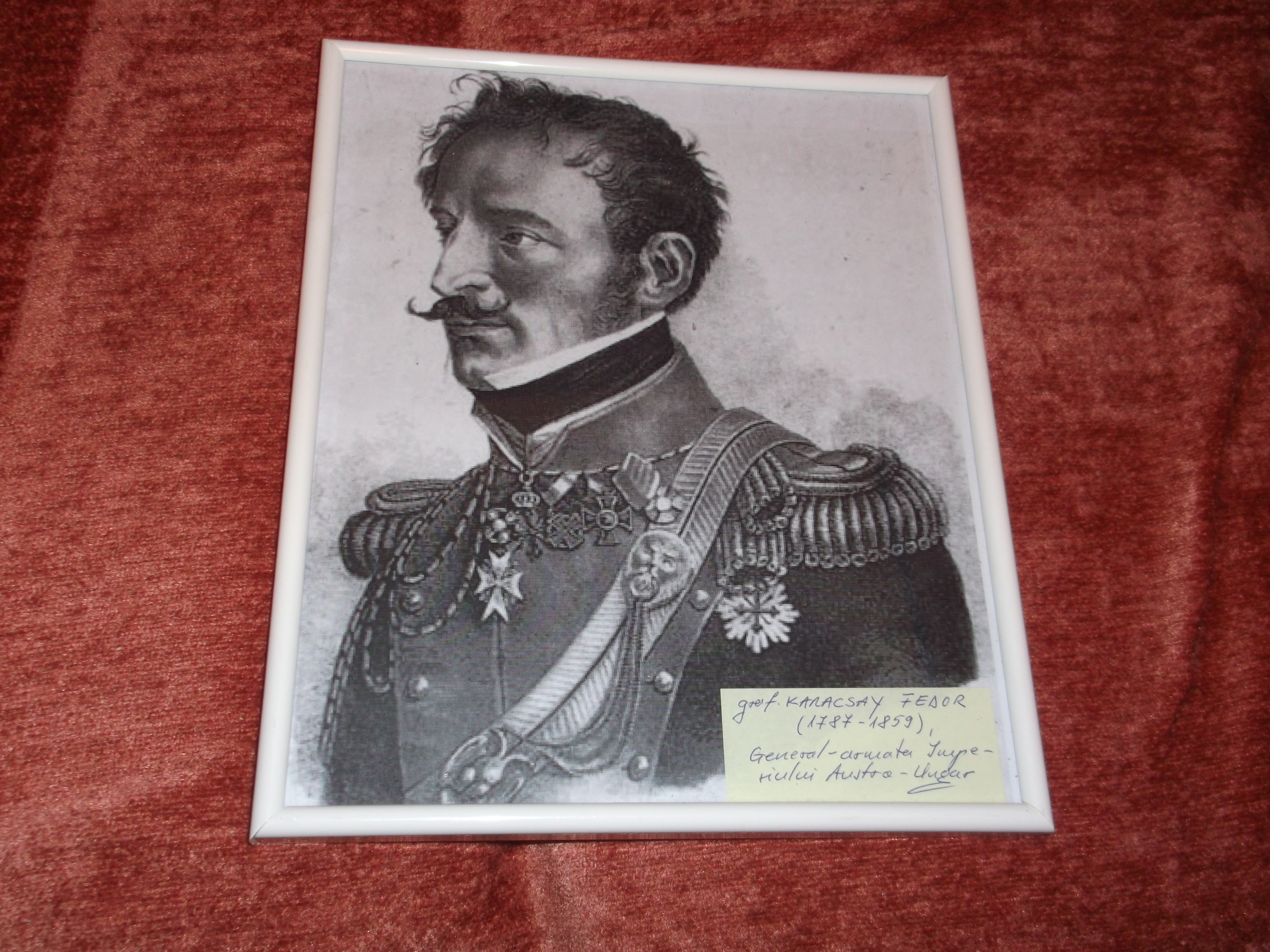
Generalul Fedor Karacsay

- Contele Șandor Karacsay de Valje - Szaka provine dintr-o veche familie nobiliară din Croația, cu vechi tradiții militare , fratele său Fedor Karacsay { 03.10.1787 - 02.07.1859 } fiind general în armata austriacă , și care a murit la Teheran , într-un razboi purtat la Golful Piersic Generalul Fedor Karacsay, s-a născut în anul 1789 și a decedat în Aruncuta la data de 3 septembrie 1858. S-a căsătorit în anul 1811 cu contesa Rozalia Kornis de Goncz-Ruszka, care a decedat în Aruncuta, în anul 1847. Cei doi au avut 5 copiii (doi băieți și 3 fete), respectiv pe Sandor, născut în anul 1814  și  decedat în Aruncuta la data de 19 august 1880. Acesta a fost căsătorit cu baroneasa Johanna (Jenny) Wesselenyi de Hadad (1810-6 iulie 1882). Ceilalți copii sunt: Josef (1816-30.03.1880), Elodin (născută în anul 1816 și căsătorită cu Maximilian (Miksa) Wimmer, Alexandrina (nascută în anul 1814 ,soră geamănă cu Șandor și decedată în Aruncuta la data de 3 martie 1837 și Johanna Karacsay, măritată cu baron Laszlo Wesselenyi de Hadat (1812-1871)[13].

Contele Karacsay Sandor (bătrânul) a deținut funcții importante, respectiv Vicecomite în comitatul Cluj, Comisar Gubernial și Președinte al Tribunalului Marțial din Cluj  în timpul Revoluției de la 1848, membru în Dieta de la Cluj. Pietrele funerare ale lui Karacsay Sandor (bătrânul), a soției acestuia Rozalia Korniș se află în cimitirul Dealul Criptei din Aruncuta.
.

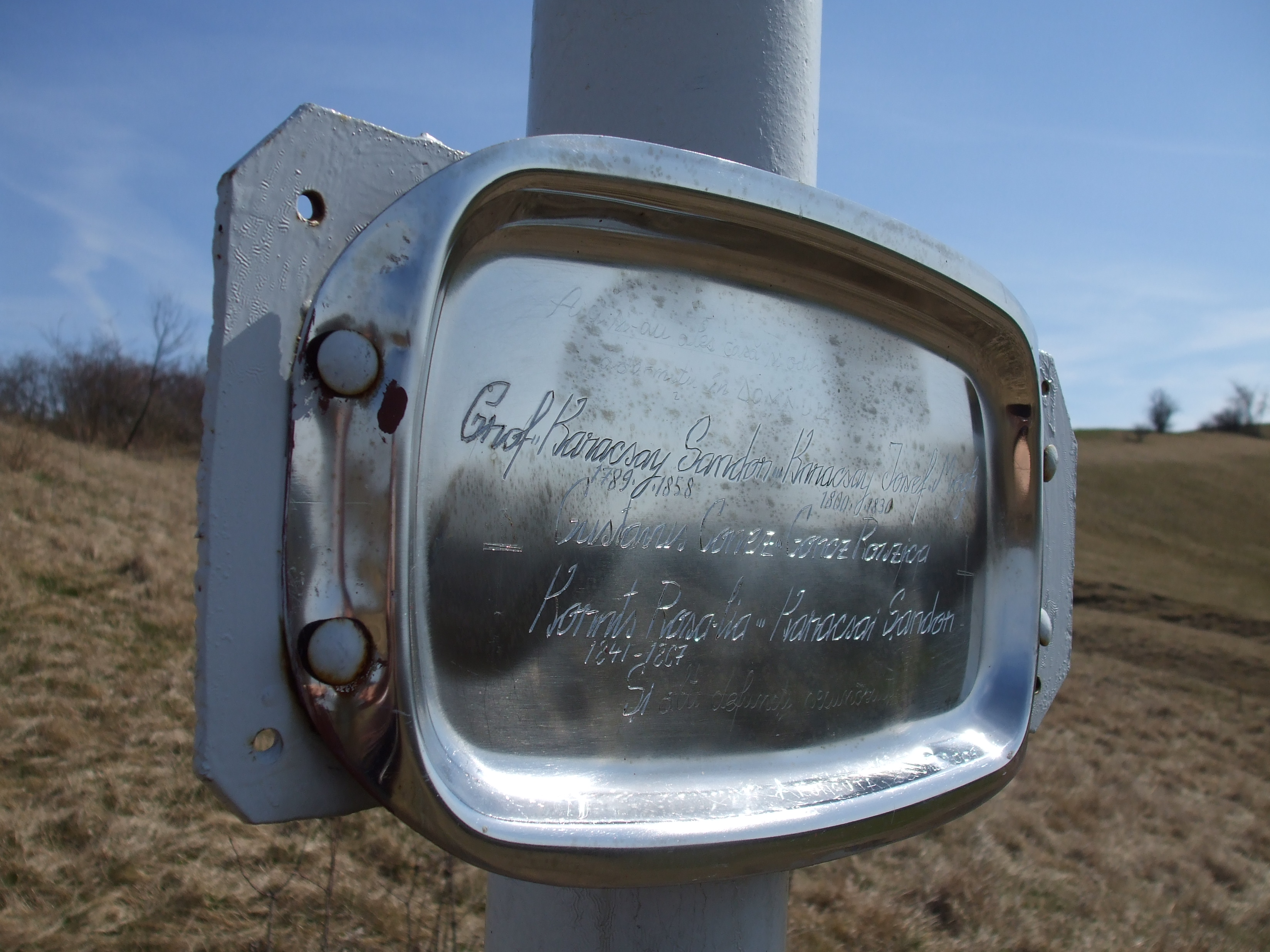
Placă comemorativă grof Karacsay Șandor {1789-1858}

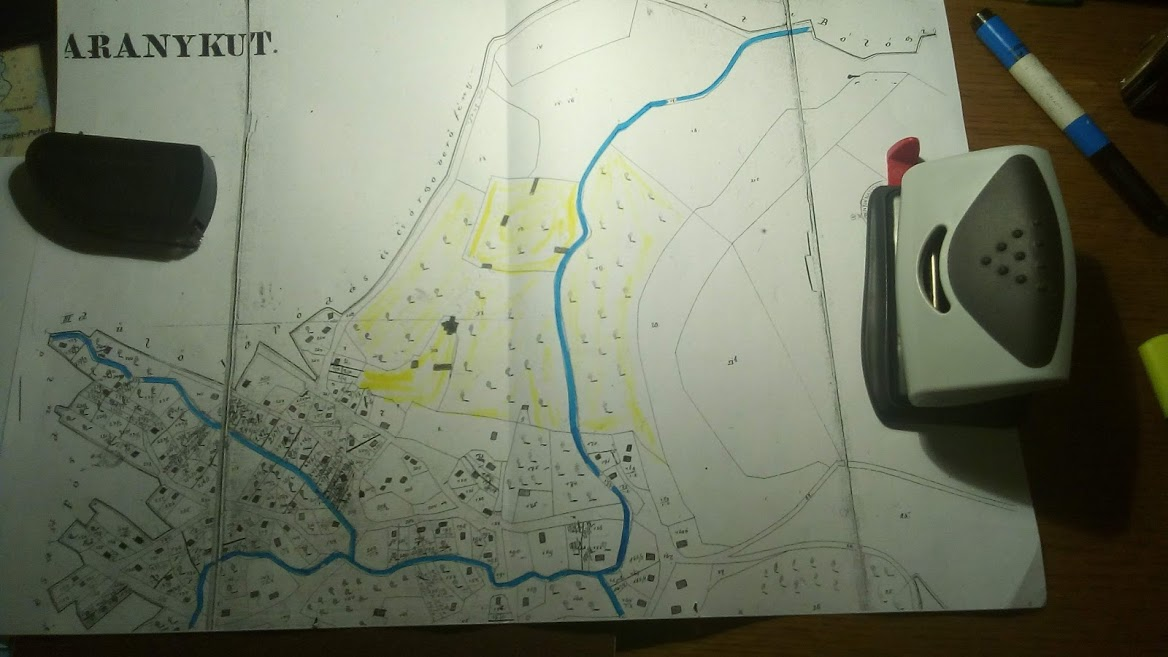
Aruncuta - zona intravilan cu amplasamentul Castelului familiilor nobiliare Haller de Hallerko, Kornis de Goncz-Ruszka si Karacsay de Valje - Szaka, asa cum apare acesta in harta topografica a satului, dupa 1867}

În același cimitir se află piatra funerară a trei dintre copii, respectiv cei doi băieți (Sandor și Josef) și fiica Alexandrina ,sora geamănă cu Șandor. Despre Karacsay Șandor - fiul știm ca în anul 1848 ,anul miscarilor revolutionare și a razboiului civil în Transilvania , avea importanta funcție de comandant al Garzilor Naționale ale comitatului Cluj . În data de 28 octombrie 1848 Karacsay Sandor - fiul a primit  dispoziție de la comisarul regal Vay Miklos să-l aresteze pe Vasile Turc ,preot greco - catolic din Cǎtina , investit { de administrația românească paralelă, în baza Proclamatiei de la Blaj,având aceeași funcție ca și Avram Iancu , doar că aceasta era situată în Câmpia Transilvaniei } în funcția de tribun al Câmpiei , "care ar fi fost raspunzator pentru prinderea și chinuirea maghiarilor din Câmpie " . Urmare a acestei dispoziții , Karacsay Sandor - fiul , în dimineața zile de 30 octombrie 1848 , trimite în Cǎtina un detașament de honvezi și cǎlǎreți aflați sub comanda  capitanului Bitó , preotul Vasile Turc fiind capturat și supus judecǎții statariale ,respectiv executat prin spânzurare în dimineața zilei de 3 noiembrie 1848 . La data de 18 noiembrie 1848 Garda nationala a Clujului se predǎ colonelului austriac Karl  Urban spre nemulțumirea comisarului Vay Mikloș care a calificat Garda Clujului drept lașǎ în contextul în care imperialii au ocupat orașul farǎ a li se opune rezistențǎ  . Urmașii lui Karacsay Șandor au locuit în Aruncuta până în anul 1918, castelul familiei fiind demolat de săteni în perioada 1926-1928, iar  materialele rezultate (piatră, cărămidă, material lemnos, țiglă tip solzi etc.), au fost utilizate la construirea bisericii greco-catolice din sat (informație furnizată de către Tare Maria din Aruncuta, născută in anul 1919, și care - înainte de demolare - a locuit cu părinții și cu alte familii din sat în acel castel). Pământurile fam. nobiliare Karacsay au fost distribuite parțial sătenilor pe baza Legii agrare din iulie 1921 { terenul intravilan din jurul castelului a fost divizat în parcele mici de câte 400 stânjeni pătrați , adică 0,14 ha , pentru "loc de casă din reforma agrara". In urma parcelării terenului , noua Carte funciară din zona Castelului a comunei Aruncuta poartă numărul 498 și cuprinde un număr de 18 parcele cu suprafețe egale }. Conform  publicației  "Marisia ", editată de Muzeul  de istorie județean  Mureș în anul 1979 , vol.9 , pag.409 , în anul 1919  contesa { văduvă } Melania Karacsay  { dupa căsătorie  Degenfeld - Schenburg } deținea în Aruncuta  circa 1200 hectare { 2000 Jugare },adică jumatate din suprafața arabilă  a satului  și care erau date în arendă fraților Solomon Yakab și Solomon Antal.
- Contesa Johanna Wesselenyi de Hadad, născută în anul 1810 s-a căsătorit în anul 1844 (a doua căsătorie) cu Sandor Karacsay - fiul (14.11.1814 - 09.08.1880). Aceasta are două fiice: Melania - o contesă deosebit de frumoasă și elegantă { care a comandat și așezat mare parte din pietrele funerare aflate în  cimitirul nobiliar din sat, unele fiind sculptate sub formă de  coroană regală } nascută în 06 iulie 1846 și decedată în  data de 5 aprile 1939 , în Ungaria - la celebrul castel Degenfeld din micul oraș Teglas , localitate în care s-a mutat definitiv la sfîrșitul primului razboi mondial, dupa unirea Transilvaniei cu România. Melania Karacsai , căsătorită Von Degenfeld -Schonburg , a avut în urma casătoriei  doi băieți și o fată : Emerich Paul Arhur Cristoph Grof Von Degenfeld - Scenburg ,născut în 09.11.1869 în Teglaș și decedat în 13.11.1955 în Szodliget. S-a căsătorit cu Elisabeta Kis în 21.07.1922, la Budapesta . Cel de-al doilea băiat este Paul , Emerich , Arthur , Cristoph ,Kalman ,Alexander - Grof von Degenfeld, născut în 24.01.1871 si decedat în 27.12.1952 , tot la Szodliget. Fiica Pauline , Ana , Melanie - mezina familiei, s-a născut în 18.12.1875 si s-a măritat în data de 20.05.1911. A decedat la castelul Dengelfeld din Teglas in februarie 1953. Cea de-a doua fiică a lui Șandor Karacsai si Johana Wesslenyi de Hadat, Klementin (Clemence) s-a născut în 13 oct. 1847 și s-a căsătorit cu Joseph Rodakowsky (1829-1912) la 13 iulie 1882. A decedat la München pe 6 martie 1916[5].

### Alte familii

Pǎmântul -bogǎţie aprig disputatǎ intre familiile nobiliare si ţarani

- Contele Gabriel Dorgo de Aranykut / Aruncuta, despre care se știe că a fost judecător urbarial și comisar provincial la Bistrița, în perioada 1860-1865 [17]. De asemenea trebuie menționată și contesa Anna Maria Antonia Dorgo de Aranykut/Aruncuta (02.02.1885 - 08.02.1942), căsătorită la data de 19 mai 1879 cu nobilul Rudolf de Pangracz[18] .Familia Dorgo este originară  din Kozma [Cosma ,jud.Mures], localitate din care provine și familia preotului Giurgiu Teodor { preot în Aruncuta, perioada 1867 -1910 }.
- Maurițiu Hatfaludy și soția acestuia născută Cserenyi, avea domiciliul la Aruncuta în perioada 1921-1925, când s-a aplicat Legea agrară după primul război mondial. Contesa Hatfaludy avea domenii și la Iuriu de Câmpie, unde a fost deposedată de 319 iugăre din cele 400 aflate în proprietate și distribuite iurenilor conform Legii agrare din 1921. De altfel, grofoaia Hatfalady deținea mari suprafețe de teren și în alte zone din Transilvania, cum ar fi Hida și Câțcău de lângă Dej [19]. Familia Hatfaludy a deținut în Aruncuta , în partea de sud a satului { pe colina din partea de sud - vest a bisericii din sat, tarlaua 63 , parcela 591 - 603 } o fermă pomicolă pe o suprafață de circa  5 hectare și o fermă zootehnică , formată din  3 grajduri , pline cu vaci de lapte , cai și boi de tractiune }. Una din fiicele acestora , s-a căsătorit în preajma celui de - al doilea razboi mondial cu funcționarul Vaida , originar din Cojocna. Casa acestora, aflată în centrul satului {Tarlaua 41 , parcela 437 - 438 }, a fost naționalizată și utilizată de Cooperativa de consum imediat după 1947 și pînă în prezent. În preajma naționalizării din 1947 , tînăra soție Hatfaludy și Vaida - soțul acesteia , au părăsit în grabă satul { practic au fugit de teamă să nu fie arestați de puterea comunistă } și s-au retras la Cîțcau , unde aveau diverse proprietăți rămase moștenire de la alta fiică a grofului Hatfalady , ucisă de un grup infractional din Câțcau  în jurul anului 1935 . Grupul infractional a fost condus chiar de polițistul din Câțcău , care a intrat în casă noaptea , prin efracție și mascat. Tînăra ,atacată în plină noapte nu s-a speriat si s-a luptat cu polițistul deghizat, reușind să-i scoată  masca de pe față { la vederea polițistului , aceasta , surpinsă , ar fi  exclamat " chiar dumneata este șefule "! , țipăt  auzit de slujnică și care a fost decisiv în depistarea acestuia }.  În timpul acestui jaf , soldat cu moartea uneia din fiicele grofului Hatfalady { tînără și necăsătorită } , a fost batută bestial și slujnica Cojocnean Maria din Aruncuta { nascută în 1918 și căsătorită ulterior cu Cojocnean Mihăilă a lui Ciperi } care însă a supraviețuit { infractorii au crezut-o moartă și pe aceasta , după ce s-au convins că nu mai respiră , fiind ascultată cu urechea } și care a fost principalul martor în depistarea și condamnarea  criminalilor [20]. După 1947 ferma pomicolă și grajdurile au fost distruse de săteni , principalul artizan fiind Tușa Lazar - bătrînul, membru în comisia  de aplicare a Legii privind reforma agrară din 1945. Dupa demolarea fermei și pentru a se da un aer de legalitate , terenul a fost repartizat unor săteni avind ca motivație aplicarea Legii privind reforma agrară din 1945 [21].
- Conform informatiilor existente la Directia generala a arhivelor statului {Dosar 466, Nr.Fond 596}, in Aruncuta , mari suprafete de teren  au fost preluate de catre statul roman { dupa 1918 } de la familiile Mosza Berta { mormanutul acesteia se afla la circa 150 metri sud-vest de biserica ,respectiv la marginea  drumului satesc care face legatura cu  Soporul de Campie}, Pollo Maria { a detinut tarlaua "Rupturi" si o parte din tarlaua "Ratul mare "}, Dr.Gothard Alexandru { a detinut tarlaua "Gotar" ,aflata la intrarea in sat, dinspre Suatu }, Mosza Terezia si Uifaluvy Ludovic { acestia au detinut teren in tarlaua "Dupa Biserica"}. Dosarul 488 ,Fond 596 {perioada 1922-1945} scoate in evodenta ca ,in favoarea statului roman ,au fost preluate mari parcele de pamant arabil si  de la Biserica Reformata din Aruncuta ,precum si de la  Biserica Greco-Catolica din sat.
- Grofoaia Vaida Extera din Aruncuta deținea în perioada interbelică mari suprafețe de teren, atât în Aruncuta cât și în Iuriu de Câmpie. În anul 1945 acestea au fost preluate și distribuite sătenilor ca urmare a reformei agrare din martie 1945. Pe baza terenului preluat de la Vaida Extera au fost împroprietărite numai în Iuriu de Câmpie 79 familii[22]. Reforma agrară din Aruncuta dată prin Decretul-Lege nr.187/1945 s-a concretizat prin preluarea a mari suprafețe de teren și de la Silaghy Francisc, Polo Maria și Diac Iosif [23].Reforma agrarǎ din 1945 - resuscitatǎ prin Legea 18/1991

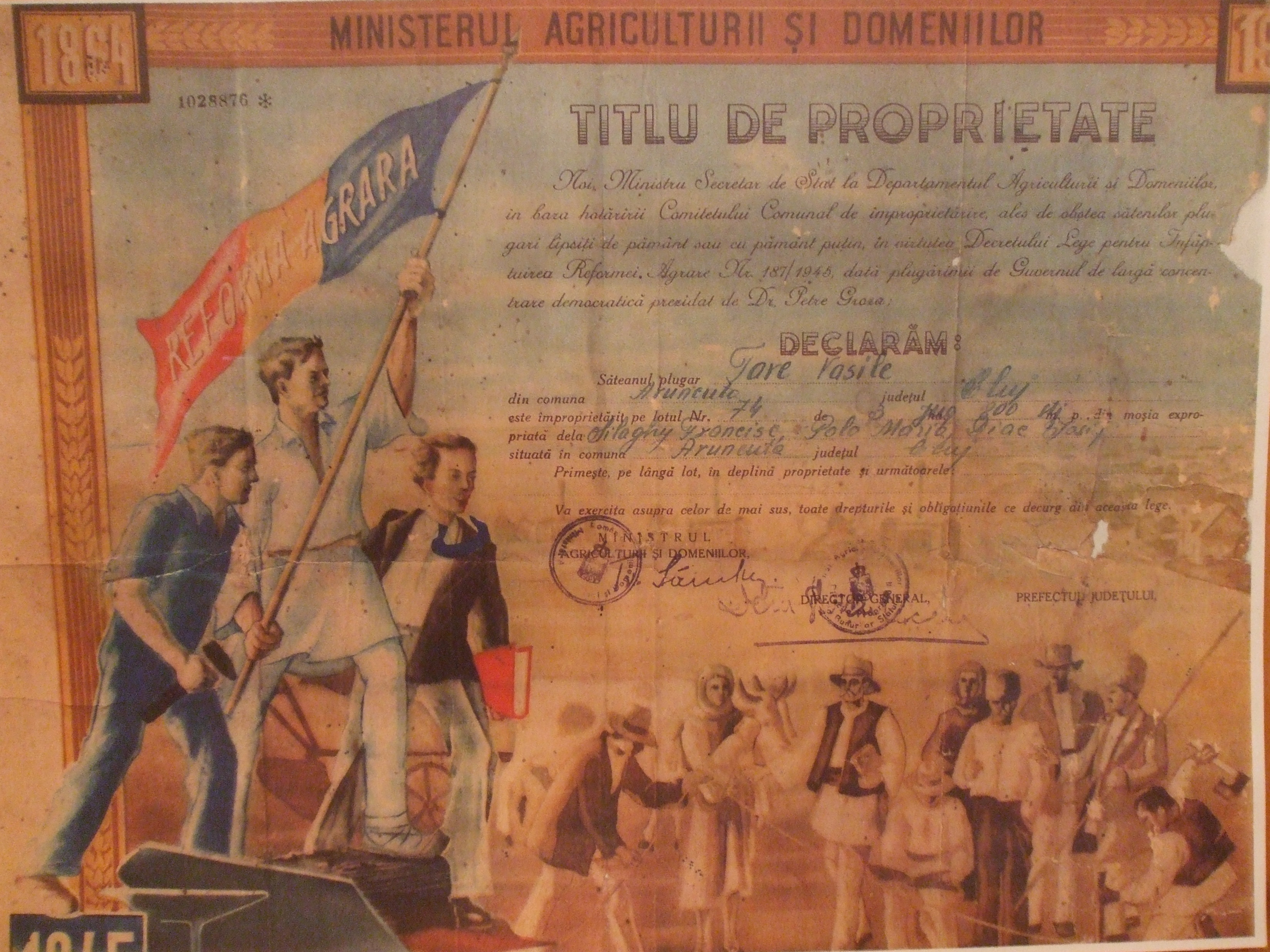
Reforma agrarǎ din 1945 - resuscitatǎ prin Legea 18/1991

Despre familiile nobiliare din Aruncuta putem spune ca , de-a lungul istoriei , au avut un rol important în pǎstrarea și dezvoltarea satului , reușind sa asigure coeziunea socialǎ a sǎtenilor prin disciplina impusǎ și organizarea muncii. Munca agricolǎ s-a desfǎșurat pe suprafețe mari și au îmbinat cultura vegetala cu latura zootehnică a activitătii pentru a asigura continuitate și utilizarea cât mai bună a resurselor materiale și umane aflate la dispoziție . Una din activitațile principale ale familiilor nobiliare din Aruncuta a fost creșterea cailor destinați numeroaselor razboaie , urmare a conditiilor excelente de pășunat si a pǎdurilor existente , care flancheazǎ satul în partea esticǎ și vesticǎ . La începutul sec.XX , din punct de vedere al diviziunii muncii , satul era împǎrțit  pe trei ferme mari, din care douǎ zootehnice și de pescuit, iar una pentru cultura cerealelor, legumiculturǎ și pomi fructiferi, principalul beneficiar contractual fiind armata. Fermele zootehnice au fost distruse în 1920  } , respectiv în 1947. Ferma de pe Rupturi ,care avea și pescǎrie , a fost  demolatǎ și materialele utilizate pentru înființarea fermei de stat de la Berchieșu, com.Frata, însǎ mare parte a inventarului gospodǎresc al fermei a fost însușit de sǎteni, inclusiv de cei care lucraserǎ și care locuiau cu familiile la fermǎ în calitate de îngrijitori animale, paznici, bucǎtǎrese etc. Ferma de la Rupturi a fost așa de modernǎ încît adǎparea animalelor se asigura prin cǎdere , direct la iesle, printr - un sistem de alimentare cu apǎ și canalizare  prin conducte și jgheaburi de la o fântinǎ aflatǎ într-o încǎpere încǎlzitǎ , pentru ca apa sǎ nu înghețe pe timp de iarnă. Mecanismul de alimentare cu apă era asigurat prin intermediul unei pompe aflată la subsolul castelului. Suprafața construită , desfășurată a castelului era de circa  300 - 360 mp. { suprafață ce cuprinde subsol, parter și etaj }, fiind locuita exclusiv de grof și familia acestuia 

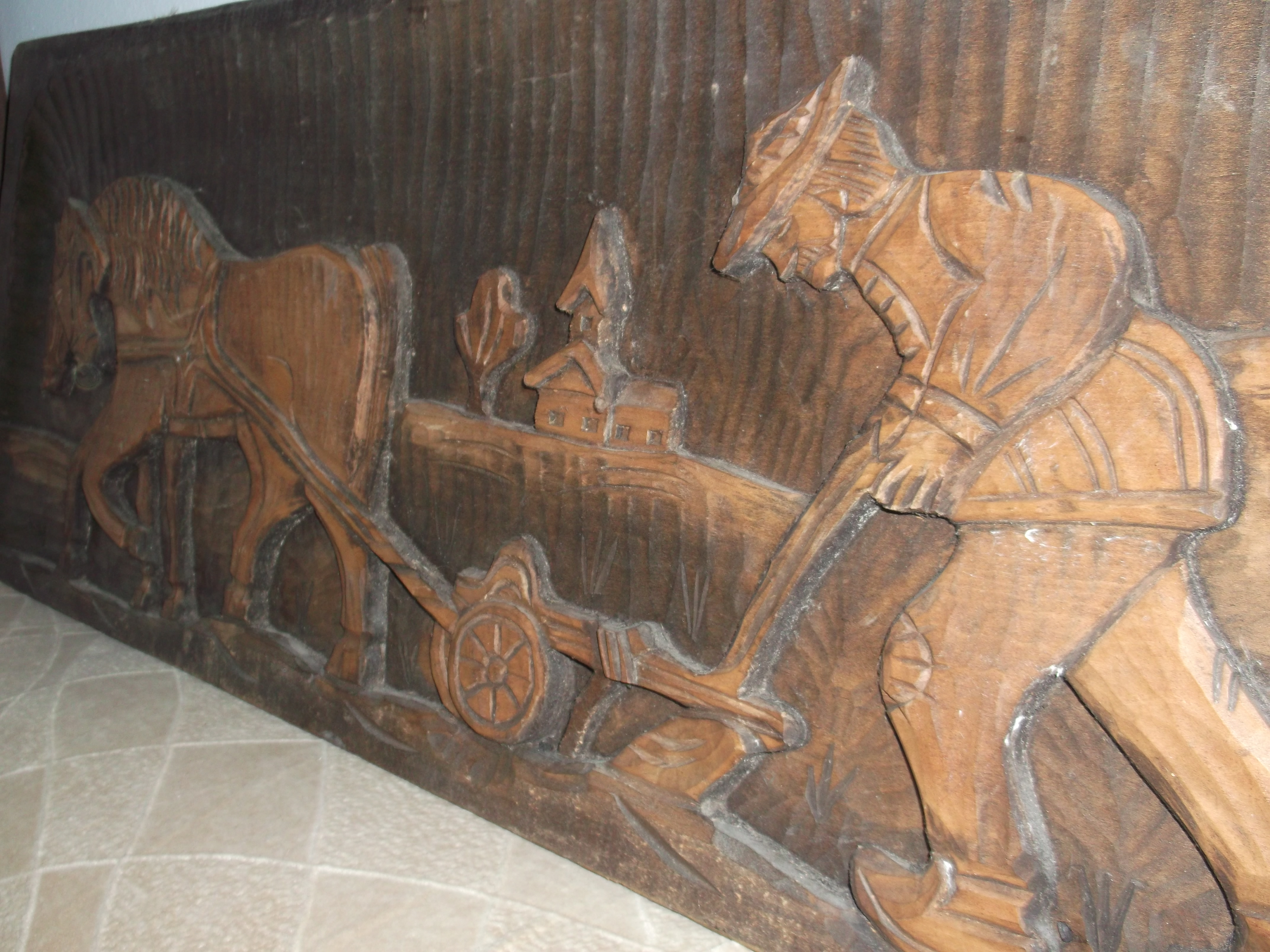
"La arat " - sculptură în lemn de tei, aflată la Castelul din Rupturi și luată de un sătean drept " suvenir " odată cu fuga grofului

Casele personalului salariat erau compuse din 3 corpuri de clădire dinstincte, aflate în partea de sud - vest a castelului, iar grajdurile , magaziile de cereale și fânarul în partea de vest, aflate la circa 100 metri de castel. Unul din grajduri adăpostea cabaline { 20 cai tracțiune și 5 cai de călărie }, iar celelalte două erau destinate pentru vaci cu lapte , boi și tineret bovin , fiecare categorie avind boxe dinstincte. Castelul avea la subsol fântână { cu pompă și robinet } și pivniță pentru depozitare legume și fructe , la parter  4 camere decomandate și un hol , iar la etaj un hol și 4 dormitoare , toate decomandate.  Grădina care înconjura castelul avea o suprafață de circa 5 hectare , mare parte fiind  ocupată de legume și pomi fructiferi { nuci, meri, peri, gutîi, caiși, piersici și diverse soiuri de pruni }. Curtea era orientata spre sud - est și înconjurată de o mică pădurice de brazi, iar drumul de la castel spre sat era mărginit de o perdea de mălin și salcâm. Parte din perdeaua de mălin și salcâm încă se mai păstrează  pe marginea drumului , sub forma unor mici pâlcuri , în pofida țăranilor colectiviști care au încercat să distrugă orice urmă a fostului castel. De altfel, din prostie și exces de slugărnicie față de conducerea CAP-ului, colhoznicii  au acoperit cu pietre și pământ chiar și puțul cu apă potabilă a castelului. În prezent , de la castelul din Rupturi  se mai păstrează în sat { la familia I.C., aproape de magazia fostului CAP } un zdrobitor de mere cu tamburi , funcțional. Spre sfîrșitul celui de-al doilea război mondial, proprietarul castelului - groful Szilghi Francisc, a părăsit țara în direcție necunoscută întrucât împușcase { nu cunoaștem dacă a fost crimă sau accident } un soldat român , aflat în trecere prin zona castelului  { zvonul care circulă și azi - dar care nu poate fi verificat, este că acesta și-a părăsit soția puțin înainte de sfîrșitul războiului și a fugit cu o nepoată în Ungaria, iar de aici în Canada }. . Livada cu pomi fructiferi a fost distrusǎ de colectiviști în 1962 pe motiv cǎ aduc soiuri mai bune { pe care într-adevǎr le-au adus , dar le-au distrus ulterior cu animalele CAP-ului lăsate să pascǎ în tânăra livadǎ }. Doar nucii au rezistat până după 1990 , însă în 1991 au fost tǎiați imediat și utilizați ca lemne de foc pentru a se evita o potențialǎ cerere de retrocedare a foștilor proprietari sau urmașii acestora , în baza Legii fondului funciar nr.18/1991.
- Suciu Ioan , cel mai bogat român din sat [26],perioada 1920 - 1962, având în folosinta in jur de 160 hectare {circa 50  hectare erau in proprietate,iar diferenta fiind  luat in arenda}, circa 200 bovine { vaci cu lapte, tineret ,boi pentru plug , cai etc.}, doua turme de ovine { 600 capete } si circa 200 porci.Chiar daca se afla la granita dintre Aruncuta si Soporul de Campie , toti copii acestuia au frecventat scoala din Aruncuta . In perioada de dinaintea colectivizarii si-a impartit copiilor ce-a mai mare parte  din pamantul aflat in proprietate , iar diferenta de teren  ,în 1961, a fost preluat de ferma de stat de la Erdănima { granița cu Aruncuta } . De teama represiunilor ,familia a fost  nevoita sa-si paraseasca inopinant gospodaria { familia era formata din sot,sotie si  cei patru copii aflati acasa ,respectiv Petru,Ioan ,Nastasia și Raveca } ,refugiindu-se la rudele din Turda. Suciu Ioan avea peste 20 salariați permanenți { 4 pers. la bucătarie , 2 la porci , 3 la ovine și 12 la bovine } ,iar în perioada campaniei vegetale { plivit grâu, prașilă porumb ,cosit iarbă și alte nutrețuri, secerat grâu etc.}, circa 150 - 180 persoane aveau de lucru, plata fiind făcută zilnic și în bani. Suciu lucra alături de sătenii zilieri , pentru o mai buna supraveghere a lucrărilor, iar ferma acestuia a fost amplasată în partea de sud-vest a satului, la granița cu Soporu de Câmpie .